# Bombus morrisoni
Bombus morrisoni là một loài Hymenoptera trong họ Apidae. Loài này được Cresson mô tả khoa học năm 1878.